# ام العطيب (حرض)

تعديل مصدري - تعديل

ام العطيب هي إحدى قرى عزلة الفج بمديرية حرض التابعة لمحافظة حجة، بلغ تعداد سكانها 76 نسمة حسب تعداد اليمن لعام 2004.